# Tapinoma melanocephalum
Tapinoma melanocephalum (англ. Ghost ant, «муравей-призрак») — вид мелких муравьёв рода Tapinoma из подсемейства долиходерины. Инвазивный вид, распространившийся практически по всем материкам, — в основном в тропиках и субтропиках. В странах с умеренным климатом обнаружен в теплицах и оранжереях, а также в жилых домах, где вредит запасам пищи.

## Распространение
Инвазивный вид с предполагаемой родиной в Африке, ставший одним из самых широко распространённых видов муравьёв. Космополит, главным образом, тропики и субтропики, включая Галапагосские острова и Гавайи. В умеренном климате встречается в теплицах, оранжереях и отапливаемых домах, в том числе в Европе и Канаде (Виннипег, Манитоба) (Ayre, 1977). В 1990-е годы завезён в Пуэрто-Рико, на Кубу, во Флориду и Техас. В 2017 найден в Алабаме.
В 1997 году обнаружен в Москве (в магазине на полке с экзотическими сушёными и вялеными плодами), в 2015 — в Киеве (Украина). В целом обнаружен в более чем 150 регионах мира, включая отдельные штаты США и крупные острова.

## Описание
Мелкие муравьи с телом средней длины — в диапазоне от 1,3 до 1,5 мм (матки крупнее, до 2,8 мм). Усики рабочих и самок состоят из 12 сегментов, которые утолщаются к вершине. Нижнечелюстные щупики 6-члениковые, нижнегубные щупики состоят из 4 сегментов (формула щупиков 6,4). Скапус усиков превышает затылочную границу головы. Имеют тёмно-коричневого цвета голову и грудку и светлые малозаметные при передвижение беловато-жёлтые ноги, усики и брюшко. В семьях несколько самок и по несколько тысяч рабочих особей. Из-за своего небольшого размера и светлого цвета муравьёв трудно сразу увидеть, отсюда и возникло название «муравей-призрак». Рабочая каста мономорфная и все особи почти не отличаются в пропорциях тела, а грудь лишена зубцов и шипиков. Брюшко безволосое, в задней части имеет характерное для долиходерин щелевидное отверстие. Стебелёк состоит из одного сегмента петиоля, который обычно не виден из-за нависающего над ним брюшка. Жало отсутствует.
Матки похожи на рабочих, но их грудь (мезосома) увеличена из-за наличия грудных мышц и крыльев. Длина маток составляет в среднем около 2,5 мм, что делает их самым крупным членом колонии.
Самцы крылатые, тело полностью желтовато-коричневое, кроме беловатых усиков и ног; третий и четвёртый членики нижнечелюстных щупиков расширенные, продолговатые; жвалы гладкие и блестящие..
Во время развития от яйца до куколки этот вид проходит четыре личиночных возраста (средняя длина, измеренная через линию дыхалец по этим возрастам соответственно составляет: около 0,81 мм; 1,12 мм; 1,52 мм; и 1,61 мм), личинки практически голые (есть лишь короткие щетинки) и веретенообразные, с 9 парами дыхалец и с уменьшенными ротовыми частями. Куколки голые без кокона.
Колонии имеют различную численность. Как и другие инвазивные муравьи Tapinoma melanocephalum хорошо адаптируется и поселяется в любых условиях, включая постройки человека, дома, теплицы и оранжереи. Муравейники могут быть в почвенном слое, в лесной подстилке и детрите, среди опавших листьев и под рыхлой корой. В помещении муравьи заселяют любые пустоты в стенах или пространство между шкафами и плинтусами. Они также гнездятся на горшечных комнатных растениях. Семьи полигинные, содержат множество яйцекладущих самок. Размножение происходит путём почкования материнских гнёзд. Это происходит, когда одна или несколько репродуктивных самок в сопровождении нескольких рабочих и какого-то числа переносимого расплода (личинки и куколки) покидают материнскую колонию для выбора нового места гнездования. При этом между членами разных колоний или гнёзд не происходит никакой агрессии. В целом это усиливает выживаемость популяции муравьёв и затрудняет борьбу с ними. Таким образом, крупные колонии разбиваются на субъединицы, которые занимают разные гнёзда и обмениваются особями по следовым тропинкам.

### Значение
Проникают в оранжереи и теплицы, в дома, предприятия общественного питания и больницы, где портят запасы пищи, приносят вред как и фараоновые муравьи. Хотя муравей питается многими домашними продуктами, он отдаёт предпочтение сладостям, так как наблюдалось, что он питается сахаром, пирожными и сиропами. Снаружи домов рабочие собирают мёртвых насекомых и ухаживают за насекомыми (Homoptera), сосущими соки растений, собирая медвяную росу. В теплицах муравьи становятся проблемой, если они начинают защищать вредителей растений, производящих медвяную росу (тлей, червецов и щитовок), от интродуцированных организмов биологического контроля.
В прибрежных регионах Венесуэлы Tapinoma melanocephalum был обнаружен в качестве хищника, поедающего яйца кровососущего клопа Rhodnius prolixus, переносчика тропической паразитарной Болезни Шагаса, или Американского трипаносомоза. Эффективность хищнической активности муравьёв и их влияние на популяции Rhodnius prolixus подтверждается отсутствием эпидемий в этих регионах Венесуэлы.
В оранжереях Флориды наблюдали, что эти муравьи способны поедать некоторые виды клещей-вредителей, например обыкновенного паутинного клеща (Tetranychus urticae, Tetranychidae).
Среди симбионтов исследован паук-скакун Cotinusa spp. (Araneida: Salticidae), живущий в муравейниках вместе с их хозяевами.

### Касты

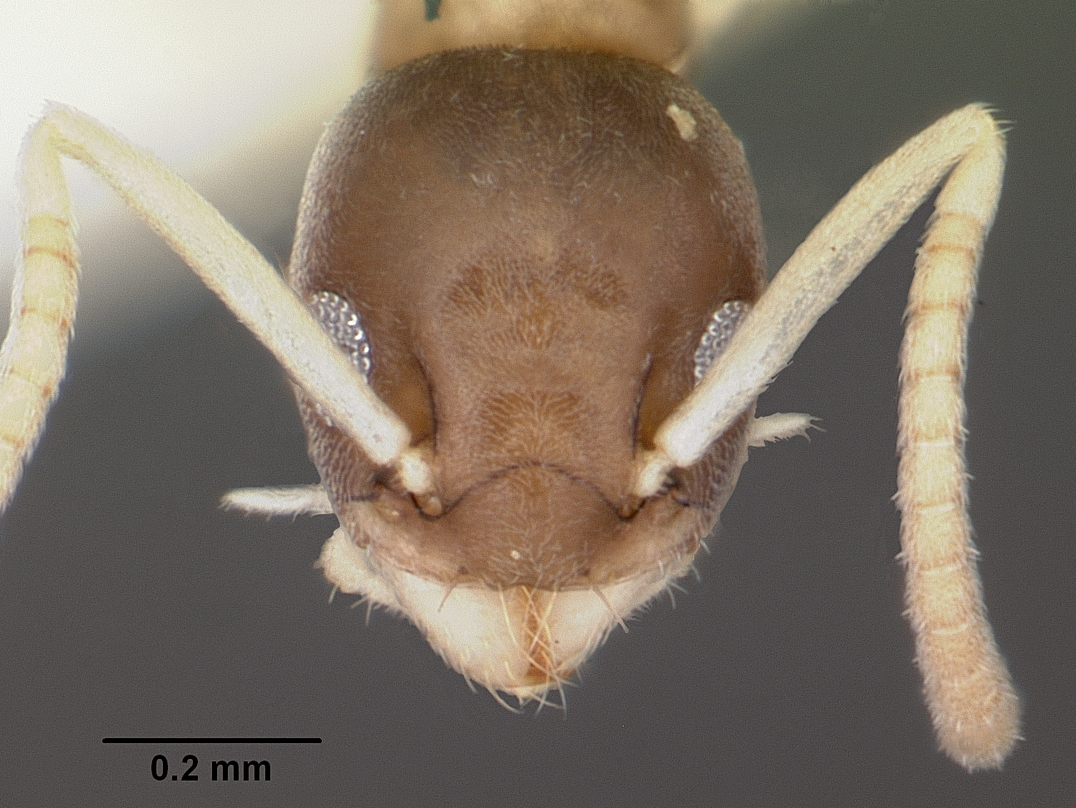
Голова рабочего
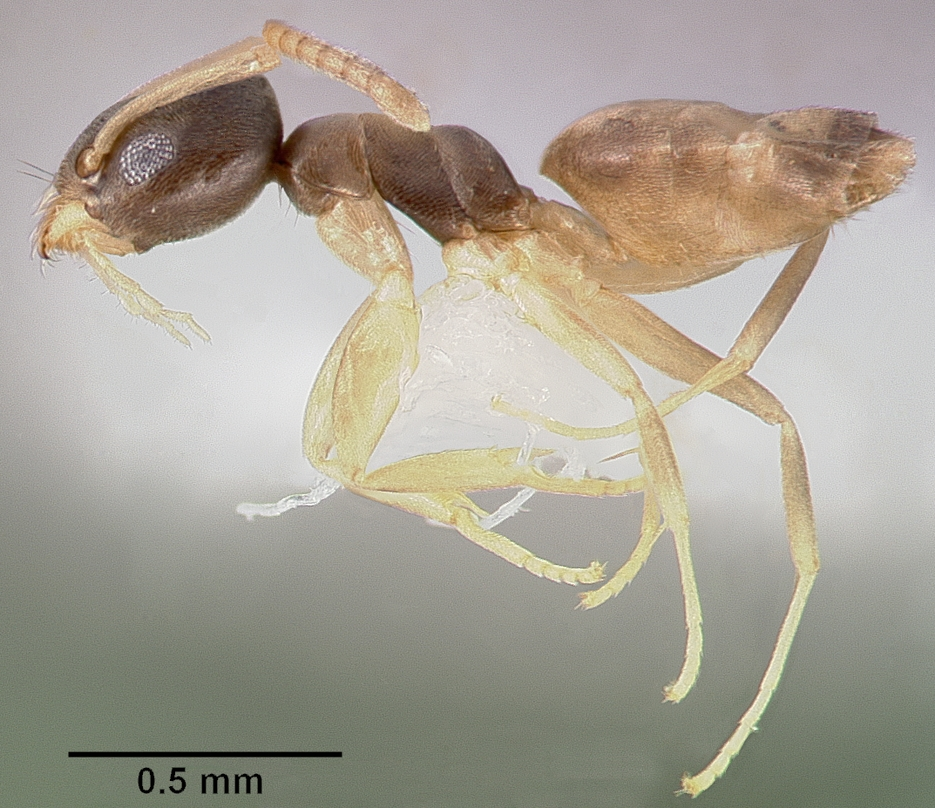
Рабочий сбоку
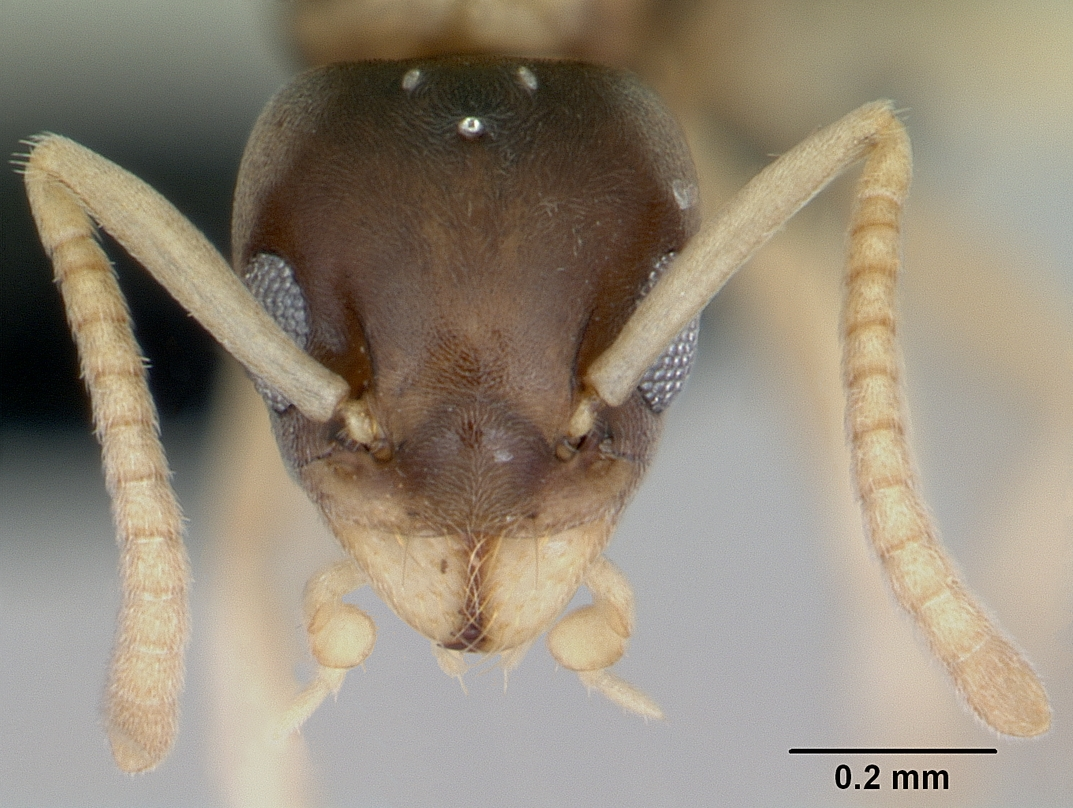
Голова самки
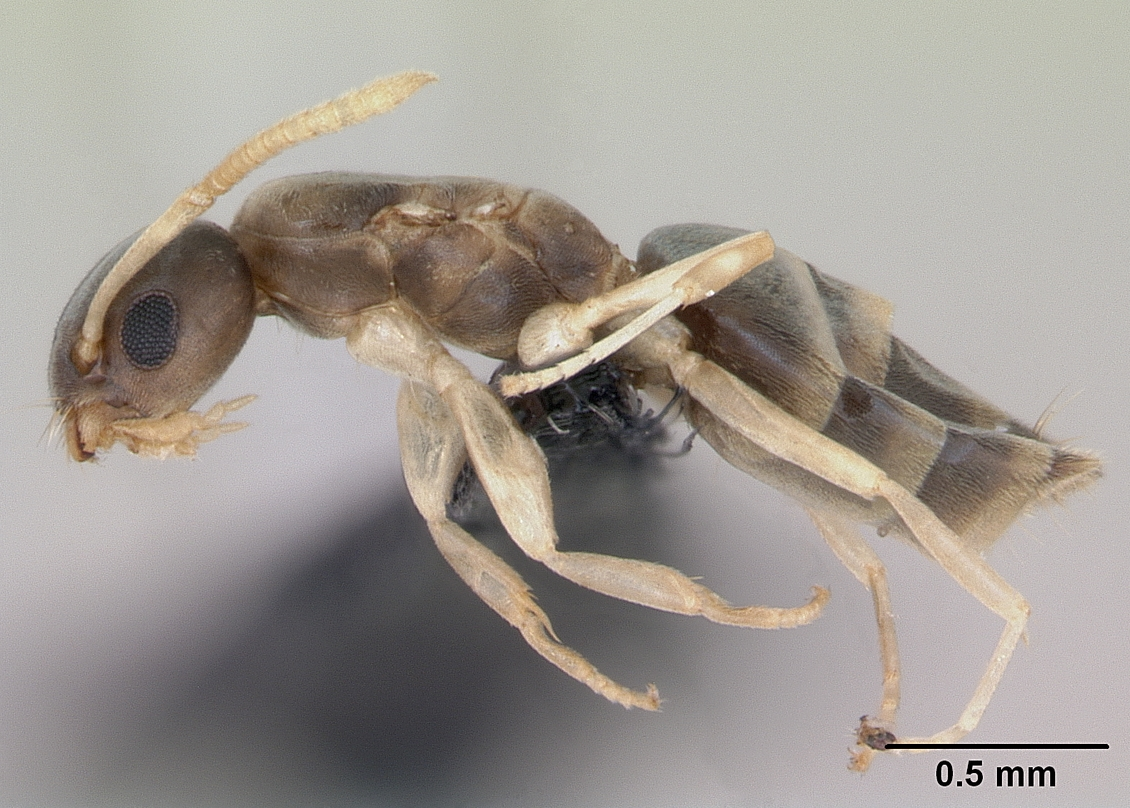
Самка сбоку
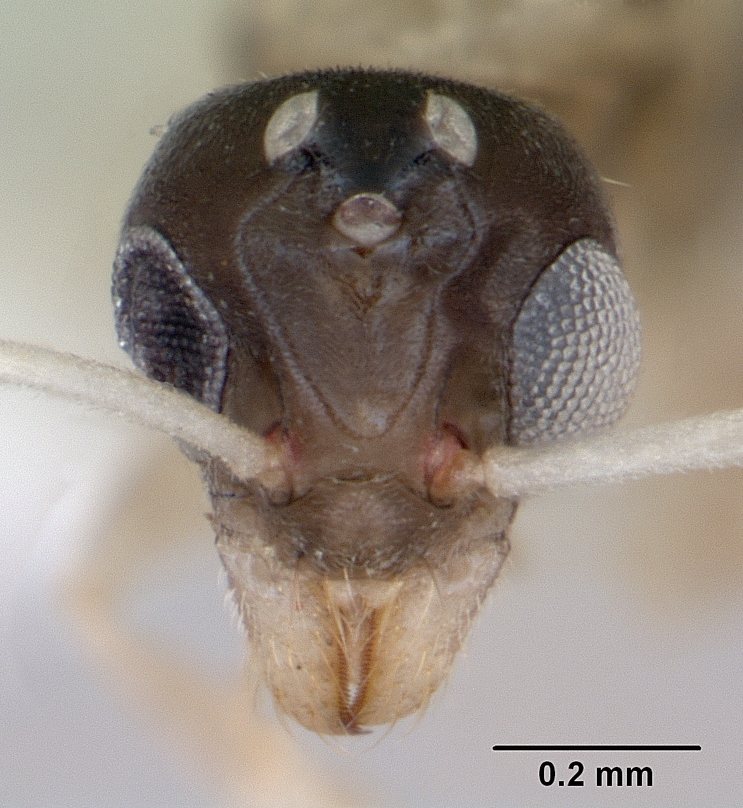
Голова самца
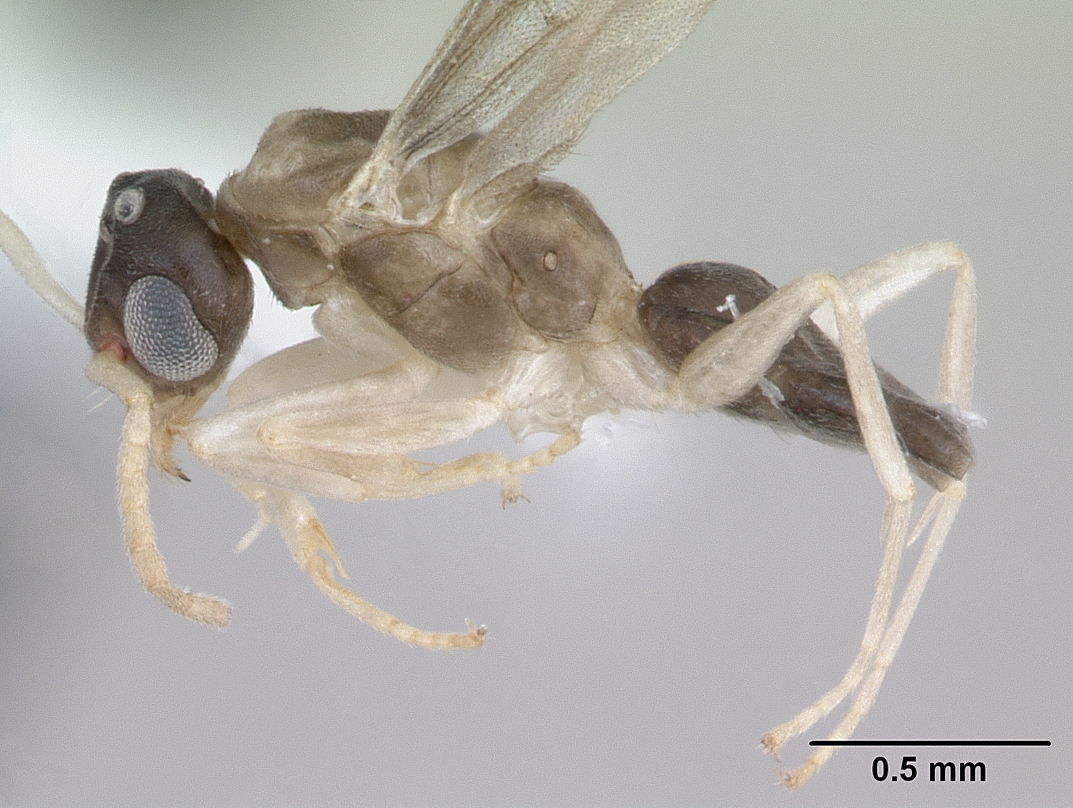
Самец сбоку

## Классификация и этимология
Вид был впервые описан в 1793 году датским энтомологом Иоганном Христианом Фабрицием под первоначальным названием Formica melanocephala Fabricius, 1793 по материалам из Южной Америки. В 1862 году австрийским мирмекологом Густавом Майром был включён в состав рода Tapinoma.
В 2018 году в ходе таксономической ревизии к ранее известным синонимам были добавлены новые таксоны. С Tapinoma melanocephalum (Fabricius, 1793) был синонимизирован таксон Tapinoma luffae (Kuriam, 1955), считавшийся отдельным видом и впервые описанный по самцам из Индии в качестве осы-бетилиды под первоначальным названием Neoclystopsenella luffae  Kurian, 1955 (Bethylidae). Также и два подвида (Tapinoma melanocephalum coronatum Forel, 1908 и Tapinoma melanocephalum malesianum Forel, 1913) были сведены в синонимы. Сходен с такими близкими видами как Tapinoma minutum Mayr, 1862 (у которого более тёмное брюшко) и Tapinoma indicum Forel, 1895 (с более светлыми и длинными усиками).
Латинское слово melanocephalus, использованное в качестве видового названия, переводится как «черноголовый».